# Alexander Cohn
Pour les articles homonymes, voir Cohn.
Alexander Cohn, né à Königsberg (Empire allemand) le 4 septembre 1876 et mort à Berlin (Allemagne) le 7 avril 1951, est un homme de loi allemand, conseiller au Kammergericht, survivant de la Shoah.

## Biographie
Après avoir obtenu son Abitur (diplôme) au gymnasium de la vieille ville à Königsberg, Alexander Cohn étudie le droit aux universités Humboldt de Berlin et Albertus de Königsberg. Docteur en droit, il travaille d'abord comme avocat junior à Berlin avant d'être nommé en 1905 juge du comté à Allenstein (actuellement Olsztyn) puis transféré en 1908 à Berlin.
Pendant la Première Guerre mondiale, il est responsable militaire supérieur et reçoit de nombreuses récompenses, notamment la croix de fer. Après la guerre, il est Landgerichtsdirektor (de) à Berlin, puis, à partir de 1919, conseiller à la Cour suprême (Kammergerichtsrat). De 1920 à 1927, il est membre du comité d'examen de la Chambre de la Justice du Reich. En 1935, peut-être à cause de ses origines juives, il prend sa retraite.
Grâce à Franz Schlegelberger, il évite d'être déporté mais, en 1943, il est transféré de Berlin à Theresienstadt, où il arrive le 28 janvier et est considéré comme prisonnier célèbre. Malgré les conditions de vie inhumaines, Alexander Cohn réussi à survivre et est libéré en mai 1945. Il retourne à Berlin, dans le secteur soviétique, et travaille à nouveau comme avocat. Au cours du procès de Nuremberg, il témoigne en faveur de Schlegelberger.
Cohn meurt en 1951 après sa révocation de la fonction judiciaire.